# Station Bad Münder (Deister)
Station Bad Münder (Deister) (Bahnhof Bad Münder (Deister)) is een spoorwegstation in de Duitse plaats Bad Münder am Deister, in de deelstaat Nedersaksen. Het station ligt aan de spoorlijn Hannover - Soest net buiten Bad Münder, de spoorlijn naar Bad Nenndorf is opgebroken.

## Indeling
Het station heeft twee zijperrons, welke niet zijn overkapt maar voorzien van abri's. De perrons zijn verbonden via een voetgangerstunnel, deze is te bereiken vanaf de straat Am Deisterbahnhof. Rondom het station zijn er diverse parkeerplaatsen en fietsenstallingen. De bushalte van het station bevindt zich aan de doorgaande Bundesstraße 442. 

## Verbindingen
Het station is onderdeel van de S-Bahn van Hannover, die wordt geëxploiteerd door DB Regio Nord. De volgende treinserie doet het station Bad Münder (Deister) aan:
| Serie | Treinsoort             | Route | Bijzonderheden                 |
| ----- | ---------------------- | --- | ------------------------------ |
| S5    | S-Bahn (DB Regio Nord) | Hannover Flughafen – Hannover Hbf – Hannover Bismarckstraße – Bad Münder (Deister) – Hamelen – Bad Pyrmont – Paderborn Hbf | Flughafen - Hamelen 2x per uur |